# ギャング (1981年の映画)
『ギャング』（Gangster Wars）は、1981年のアメリカ合衆国の犯罪テレビ映画。リチャード・C・サラフィアン監督、マイケル・ヌーリー、ブライアン・ベンベン、ジョー・ペニー出演。1981年に放送されたミニシリーズ『The Gangster Chronicles』を121分に再編集した作品である。
実在したギャングを基にしたチャールズ・”ラッキー”・ルチアーノ、ベンジャミン・”バグジー”・シーゲル、マイケル・ラスカー（製作当時存命だったマイヤー・ランスキーをモデルとした架空の登場人物）ら3人のティーンエイジャーの人生を描いている。

## キャスト
| 役名                                       | 俳優                       | 日本語吹替 |
| ------------------------------------------ | -------------------------- | ---------- |
| チャールズ・”ラッキー”・ルチアーノ         | マイケル・ヌーリー         | 大塚明夫   |
| マイケル・ラスカー                         | ブライアン・ベンベン       | 山寺宏一   |
| ベンジャミン・”バグジー”・シーゲル         | ジョー・ペニー             | 江原正士   |
| ジョゼッペ・”ジョー・ザ・ボス”・マッセリア | リチャード・カステラーノ   |            |
| アル・カポネ                               | ルイス・ジャンバルヴォ     | 麦人       |
| アーノルド・ロススタイン                   | ジョージ・ディセンゾ       | 吉水慶     |
| サルヴァトーレ・マランツァーノ             | ジョセフ・マスコロ         |            |
| ダッチ・シュルツ                           | ジョナサン・バンクス       |            |
| ジャック・”レッグス”・ダイアモンド         | ロバート・F・ライオンズ    |            |
| ジョーイ・オルサー                         | チャド・レディング         | 藤田淑子   |
| ルース・ラスカー                           | マデリーン・ストウ         | 井上喜久子 |
| リアドン巡査                               | ロバート・ジョン・バーク   |            |
| ヴィト・ジェノヴェーゼ                     | ロバート・デヴィ           |            |
| トーマス・ルッケーゼ                       | ジョン・ポリト             |            |
| ジェイコブ・シャピロ                       | ヴィンセント・スキャヴェリ |            |
| ナレーター                                 | E・G・マーシャル           |            |

- 日本語吹替：地上波放送版

## スタッフ
- 監督：リチャード・C・サラフィアン
- 脚本：リチャード・デコッカー
- 製作：スチュアート・コーエン
- 製作総指揮：マシュー・ラフ
- 撮影監督：ジェラルド・ペリー・フィンナーマン（英語版）、ジーン・ポリト（英語版）
- 編集：ロバート・フロリオ
- 音楽：ジョン・カカヴァス（英語版）